# Sint-Pietersabdij (Lo)

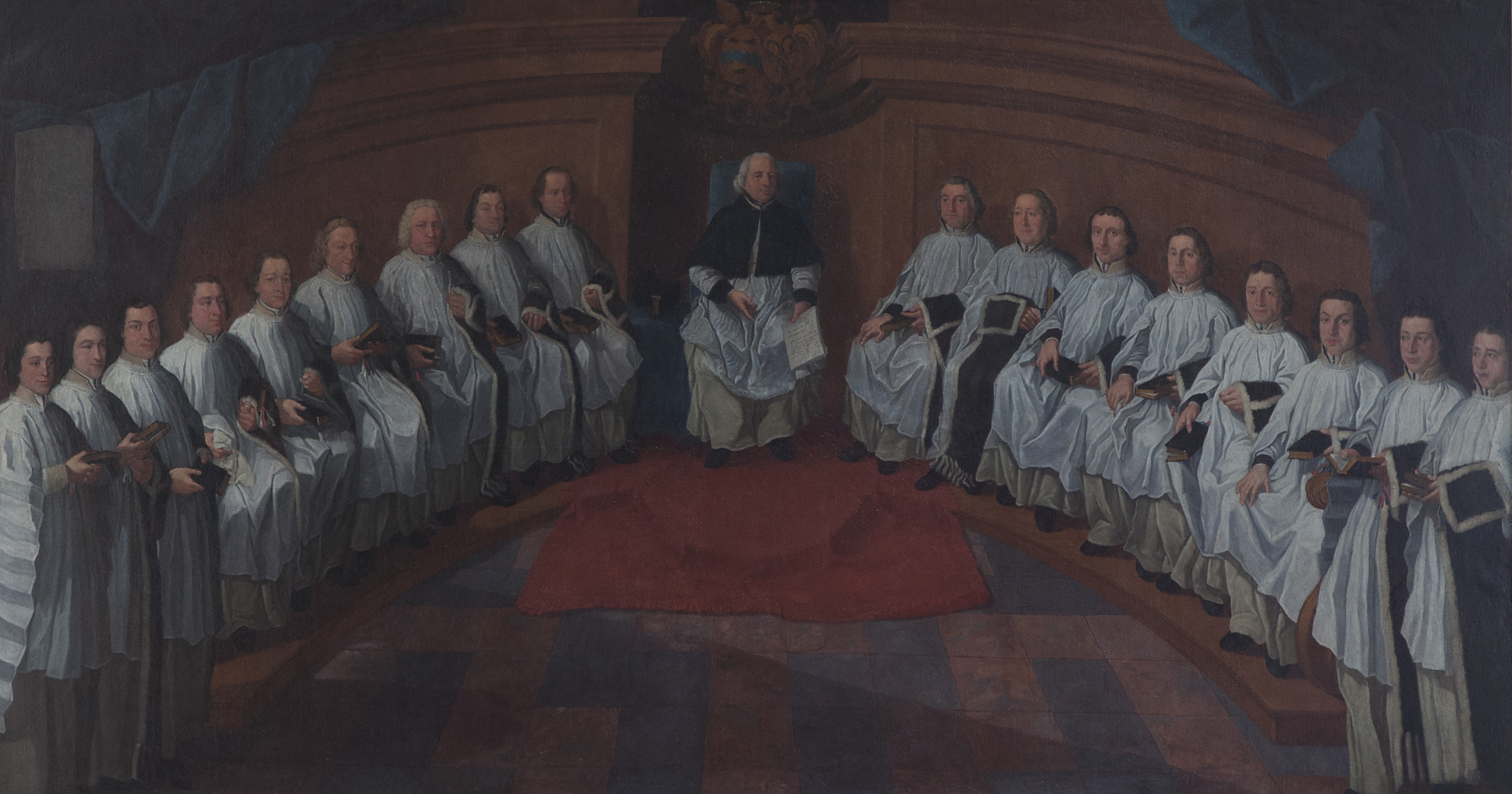
Schilderij van onbekende meester die een abt en zijn kloostergemeenschap toont (zie tekst)

De Sint-Pietersabdij in de Belgische plaats Lo was een abdij van de augustijnen die hier actief waren vanaf het einde van de 11e eeuw tot 1797. Van de Sint-Pietersabij resten nu nog de Sint-Pieterskerk, ook Sint-Pietersabdijkerk genoemd, waarvan een gedeelte voor de kloostergemeenschap was gereserveerd, de duiventoren, de pastorie (voormalige abtswoning) en de kapelanij.

## Geschiedenis
Oorspronkelijk stond de Sint-Pietersproosdij hier die gegroeid was uit een kapel van een kapittel van seculiere kanunniken, gesticht door Filips van Lo, zoon van Robrecht de Fries en vader van Willem van Loo. De kapel maakte deel uit van een versterking waarvan plaats van de motte in Lo werd gelokaliseerd.
In 1119 verzocht Jan I van Waasten (1065?-1130), bisschop van Terwaan het kapittel de regel van Augustinus aan te nemen. De augustijnerabdij verkreeg in 1220 van paus Honorius III het recht om tienden te heffen op het grondgebied van Lo. Vanaf 1537 bouwde de kloostergemeenschap een refugehuis te Ieper in de Mondstraat. Ze vluchtten naar Ieper als op 11 augustus 1566 de beeldenstormers de abdij en de kerk van Lo vernietigden. 
Onder het prelaatschap van Remi de Zaman (1604-1637) bloeide de gemeenschap opnieuw op en werd in 1621 te proosdij tot abdij verheven. In 1797 verkochten de Franse revolutionairen de abdij en werd ze grotendeels afgebroken. De Sint-Pietersabdijkerk werd vanaf dan volledig ingenomen door de parochiegemeenschap.
Het schilderij dat bovenaan wordt getoond is een werk van een onbekende meester, aanwezig in de Sint-Pieterskerk van Lo. Het toont hoogstwaarschijnlijk een abt van de abdij, omringd door het kapittel van kanunniken.

## Galerij

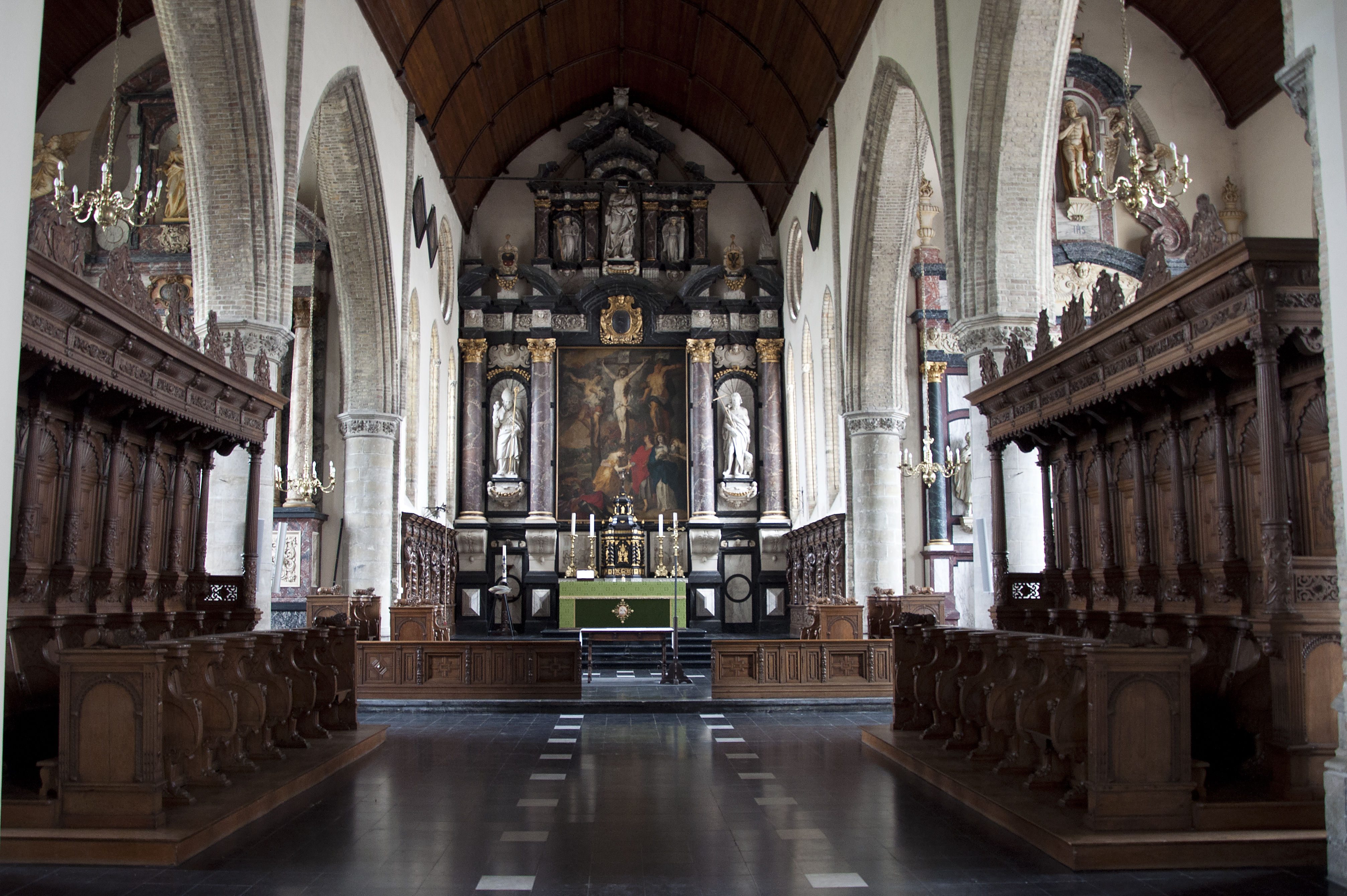
Het koorgestoelte in de Sint-Pieterskerk dat gebruikt werd door de abt en zijn kapittel
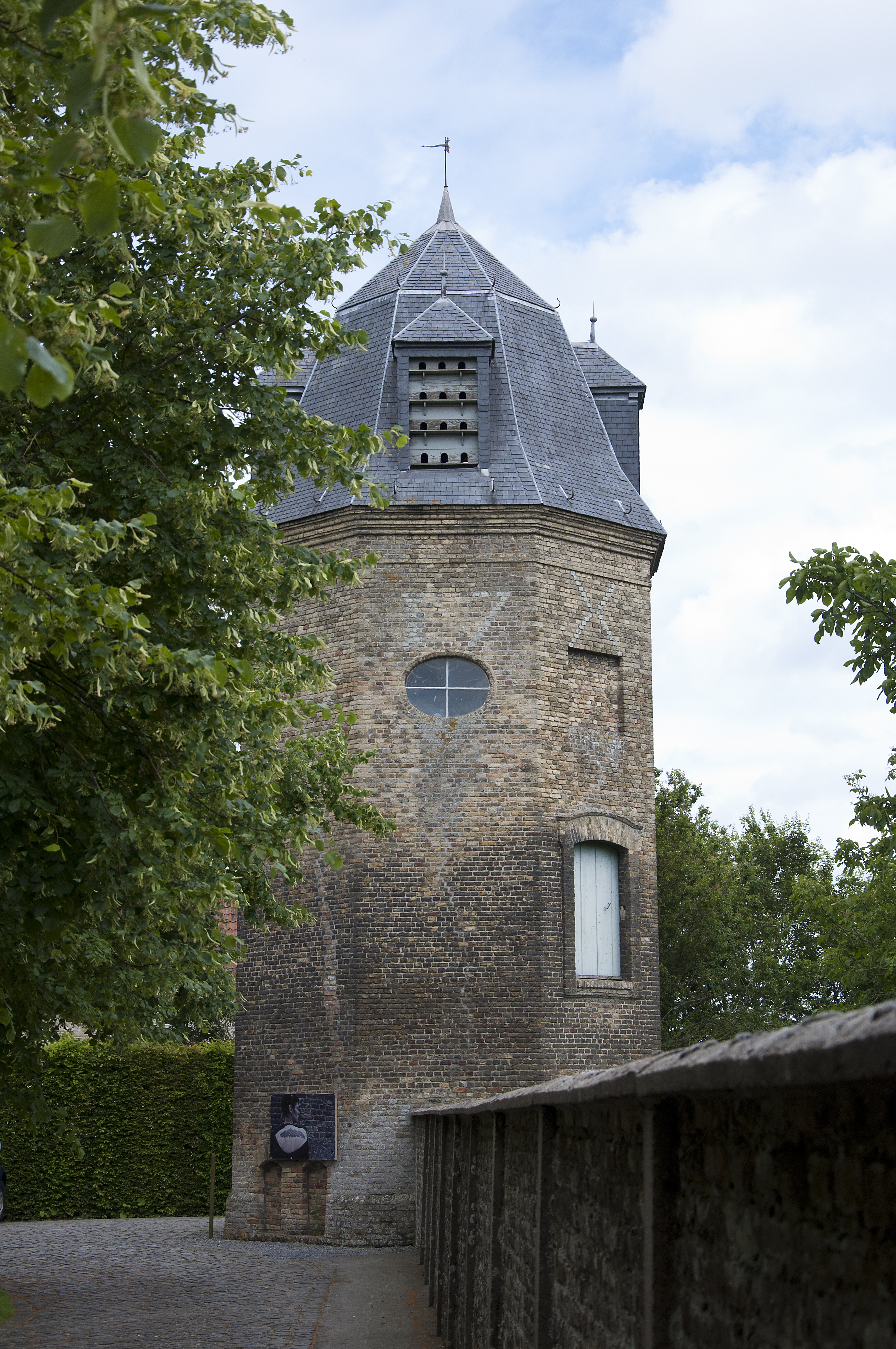
De duiventoren van de voormalige abdij